# Olympische Jugend-Sommerspiele 2014/Teilnehmer (Kaimaninseln)
| Gelbes Symbol für Goldmedaillen mit stilisierten Olympischen Ringen | Graues Symbol für Silbermedaillen mit stilisierten Olympischen Ringen | Braundes Symbol für Bronzemedaillen mit stilisierten Olympischen Ringen |
| ------------------------------------------------------------------- | --------------------------------------------------------------------- | ----------------------------------------------------------------------- |
| —                                                                   | —                                                                     | —                                                                       |

Die Jugend-Olympiamannschaft der Kaimaninseln für die II. Olympischen Jugend-Sommerspiele vom 16. bis 28. August 2014 in Nanjing (Volksrepublik China) bestand aus fünf Athleten.

## Athleten nach Sportarten

### Leichtathletik
Mädchen
- Pearl Morgan
200 m: 18. Platz
8 × 100 m: 30. Platz

### Reiten
- Polly Serpell
Springen Einzel: 15. Platz
Springen Mannschaft: Bronze  (im Team Nordamerika)

### Segeln
| Mädchen - Florence Allan Byte CII: 22. Platz | Jungen - Pablo Bertran Byte CII: 17. Platz |

### Turnen
Mädchen
- Morgan Lloyd
Einzelmehrkampf: 37. Platz